# Quierschied
Quierschied è un comune tedesco di 12 816 abitanti, situato nel land della Saarland.